# Xian autonome li de Lingshui
Le xian autonome li de Lingshui (陵水黎族自治县 ; pinyin : Língshuǐ lízú Zìzhìxiàn) est un district administratif de la province chinoise insulaire de Hainan. Il est administré directement par la province.

## Démographie
La population du district était de 318 691 habitants en 1999.